# خشت (لامرد)
خشت (لامرد)، روستایی از توابع بخش اشکنان شهرستان لامرد در 
استان فارس ایران است.
این روستا دارای قلعه‌ای زیبا به نام قلعه خان است و مردم قدیم روستا در آنجا زندگی می‌کردند. قدمت این روستا از روستاهای دیگر مناطق بیشتر است این روستا دارای دو شهید به نام شهید نوذری و رحمانی است.

## جمعیت
این روستا در دهستان اشکنان قرار دارد و بر اساس سرشماری مرکز آمار ایران در سال ۱۳۸۵، جمعیت آن ۸۵۱ نفر (۱۷۷ خانوار) بوده‌است.